# Freedom-ECM
Freedom-ECM es un sistema Open source de Gestión de contenido empresarial bajo licencia GPL.

## Principales funcionalidades

### Administración por familia
En Freedom-ECM, todos los documentos son clasificados en familias, cada familia corresponde a un tipo de documento (ejemplo : Sociedad, Usuario, Facturas, …).
Freedom-ECM esta pre-configurado con familias de base pero es posible de crear nuevas que correspondan mejor a las necesidades de una sociedad.
Al contrario del Software de gestión documental, la creación de un documento no necesita adjuntarse otra documentación, el sistema lo considera como un atributo de la familia al mismo nivel que los otros campos.

### Derechos de acceso
- Diversos tipos de acceso son soportados : ver, editar, borrar, enviar por correo electrónico, etc.
- Es posible crear diferentes profiles que contienen a su vez la lista de usuarios y grupos de usuarios autorizados.
- Los profiles pueden estar vnculados a diferentes documentos o familia de documentos.
- Un profile puede cambiar automáticamente en función del ciclo de vida del documento. Por ejemplo, esta en estado de redacción, no tiene los mismos derechos que al estado publicado.

### Administración de visualización
Freedom-ECM permite al usuario tener diversas versiones del documento en diferentes formatos (ejemplo : HTML, XML, CSV, OpenDocument, PDF, …)
Es posible tener diferentes tipos de visualización en función del usuario. Cada campo del documento puede ser invisible o no visualisable de acuerdo al usuario que lo consulta.

### Ciclo de vida
En Freedom-ECM, no hay límites en la complejidad del ciclo de vida (Workflow). 
La programación del ciclo de vida se hace actualmente en PHP pero la interfaz usuario esta prevista para la siguiente versión.
Un ciclo de vida está compuesto en varias etapas. Para cada etapa es posible de: 
- determiner la lista de etapas que puede seguir un documento,
- indicar la acción a ejecutar para validar el cambi de estado del documento,
- indicar la acción a ejecutar después del cambio de estado del documento (ejemplo : enviar por correo electrónico).

### Convertir el documento en otro formato
El módulo TE (motor de transformación) incluido en Freedom-ECM permite cambiar los documentos adjuntos en otro formato más adaptado (OpenOffice.org, ImageMagick, …).
El motor de transformaciones es fácilmente extensible, indicando ara cada archivo el programa para convertirlo en otro formato.
Este módulo permite convertir cada archivo adjunto en texto para efectuar búsquedas de acuerdo al texto.